# (74396) 1998 XK68
(74396) 1998 XK68 – planetoida z pasa głównego asteroid okrążająca Słońce w ciągu 4,42 lat w średniej odległości 2,69 j.a. Odkryta 14 grudnia 1998 r.